# Davide Faraci
Davide Faraci (* 5. September 1991 in Leuggern) ist ein schweizerisch-italienischer Profiboxer, der als Amateur für die Schweiz boxte.

## Amateurkarriere
Davide Faraci wurde als Sohn italienischer Eltern in der Schweiz geboren und wuchs zweisprachig auf. Der Doppelstaatsbürger begann 2002 mit dem Boxsport, stand von 2008 bis 2016 in der Schweizer Nationalmannschaft und bestritt über 150 Kämpfe. Neben seiner Amateurkarriere arbeitete er als Automatiker.
Er wurde 2007, 2008 und 2009 Schweizer Juniorenmeister im Leichtgewicht und Weltergewicht sowie 2010, 2011, 2012 und 2013 Schweizer Meister im Mittelgewicht. 2014 und 2015 wurde er Schweizer Vizemeister im Halbschwergewicht. Seine grössten internationalen Erfolge waren der dritte Platz im Mittelgewicht bei der europäischen Olympiaqualifikation im April 2012 in Trabzon (Halbfinalniederlage gegen Adem Kılıççı) sowie der ebenfalls dritte Platz im Mittelgewicht bei den U22-Europameisterschaften im Dezember 2012 in Kaliningrad (Halbfinalniederlage gegen Denis Radovan).
Bei der europäischen Olympiaqualifikation im April 2016 in Samsun schied er im ersten Kampf gegen Max van der Pas aus den Niederlanden aus. Anschliessend startete er im Juni 2016 bei der weltweiten Olympiaqualifikation in Baku, wo er gegen Pedro Lima und Nick Abaka den Achtelfinal erreichte, dort aber gegen Arslanbek Achilow unterlag.

## Profikarriere
Am 26. Dezember 2016 bestritt Davide Faraci in Bern sein Profidebüt und besiegte Kristof Mate durch Knockout. Im Juni 2019 gewann er den italienischen Meistertitel im Halbschwergewicht.
Am 10. Juli 2021 verlor er beim Kampf um den Titel WBO-Intercontinental im Halbschwergewicht gegen den Briten Lyndon Arthur (18-0) und im Oktober 2022 gegen den Deutschen Artur Reis (8-0).